# Ван Хел, Пюк
Герардус Хенрикус ван Хел (нидерл. Gerardus Henricus van Heel; 21 января 1904, Роттердам, Южная Голландия — 19 декабря 1984, Роттердам, Южная Голландия) — нидерландский футболист, играл на позиции полузащитника. Участник чемпионатов мира (1934, 1938).

## Биография

### Клубная карьера
В возрасте 15 лет присоединился к молодёжному составу «Фейеноорда», но за основную команду дебютировал в августе 1924 года. В начале карьеры он не был основным игроком, поскольку на позиции левого полузащитника в то время играл Кор Ван дер Вельде. Ван дер Вельде завершил карьеру, чтобы освободить место для молодого одноклубника. 
Ван Хел закрепился в основном составе и стал капитаном «Фейеноорда» и за эти годы становился 4 раза чемпионом Нидерландов и 2 раза обладателем Кубка Нидерландов в 1930 и 1935 годах. За 17 лет в составе «Фейеноорда» сыграл в чемпионате страны 322 матча и забил 43 гола. 

### Карьера в сборной
В составе сборной Нидерландов принимал участие на олимпийском футбольном турнире 1928 года, где сыграл в матче со сборной Уругвая (0:2). Был участником двух довоенных чемпионатов мира — ЧМ-1934 и ЧМ-1938, на которых сыграл по одному матчу.
Всего за сборную Нидерландов сыграл 64 матча, но при этом не забил ни одного мяча. Этот результат по количеству сыгранных матчей был рекордным в истории сборной Нидерландов до 22 мая 1979 года, когда это достижение превзошёл Руд Крол, сыгравший свой 65-й матч за сборную.

### Смерть
Скончался 18 декабря 1984 года в Роттердаме в возрасте 80 лет в доме престарелых «Симеон и Анна».

## Достижения
«Фейеноорд»
- Чемпион Нидерландов (4): 1927/28, 1935/36, 1937/38, 1939/40
- Обладатель Кубка Нидерландов (2): 1929/30, 1934/35